# Festival de Woodstock
El Festival de Música y Arte de Woodstock (en inglés, Woodstock Music & Art Fair o Woodstock Rock Festival), también Festival de Woodstock, fue una congregación hippie con música de rock realizado desde el viernes, 15 de agosto hasta la mañana del lunes, 18 de agosto de 1969. Tuvo lugar en una granja de 240 hectáreas en Bethel, condado de Sullivan, estado de Nueva York; aunque estaba programado para que tuviese lugar en el pueblo de Wallkill, en el mismo estado de Nueva York, donde los pobladores, sin embargo, se opusieron. Los organizadores también tuvieron la misma experiencia con la sede Saugerties, Nueva York, que había sido seleccionada mientras tanto. El escritor Elliot Tiber ayudó a negociar a los organizadores con el granjero Max Yasgur, para acoger al concierto en los terrenos de esa familia, 64 km al suroeste de Woodstock. Se anunció como «una exposición de Acuario: tres días de paz y música». 
El festival se ha convertido en un momento fundamental en la historia de la música popular, así como un evento decisivo para la generación de la contracultura. 
Treinta y dos actos tuvieron lugar durante el festival que congregó a unas 400 000 personas (500 000, sin embargo, se han declarado como asistentes).
El evento quedó registrado en el documental Woodstock: 3 days of peace & music, ganador de un premio Óscar; así como en la banda sonora Woodstock: Music from the Original Soundtrack and More. Se ha considerado uno de los momentos clave de la historia de la música popular, así como el nexo para la consolidación definitiva de la contracultura de los años 1960.

## Historia

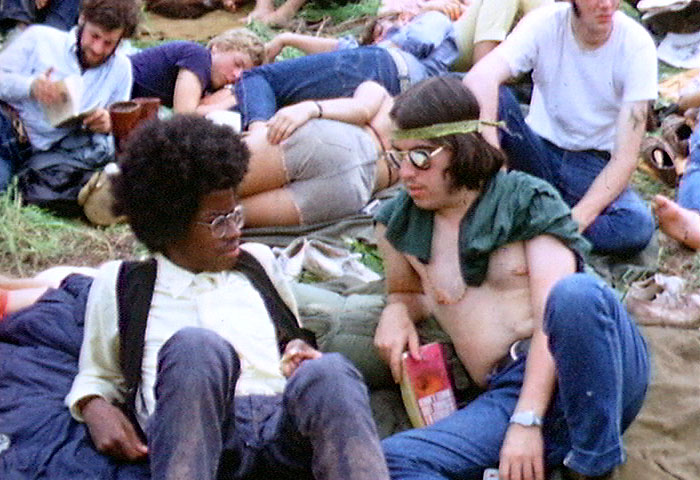
Dos hippies en Woodstock.

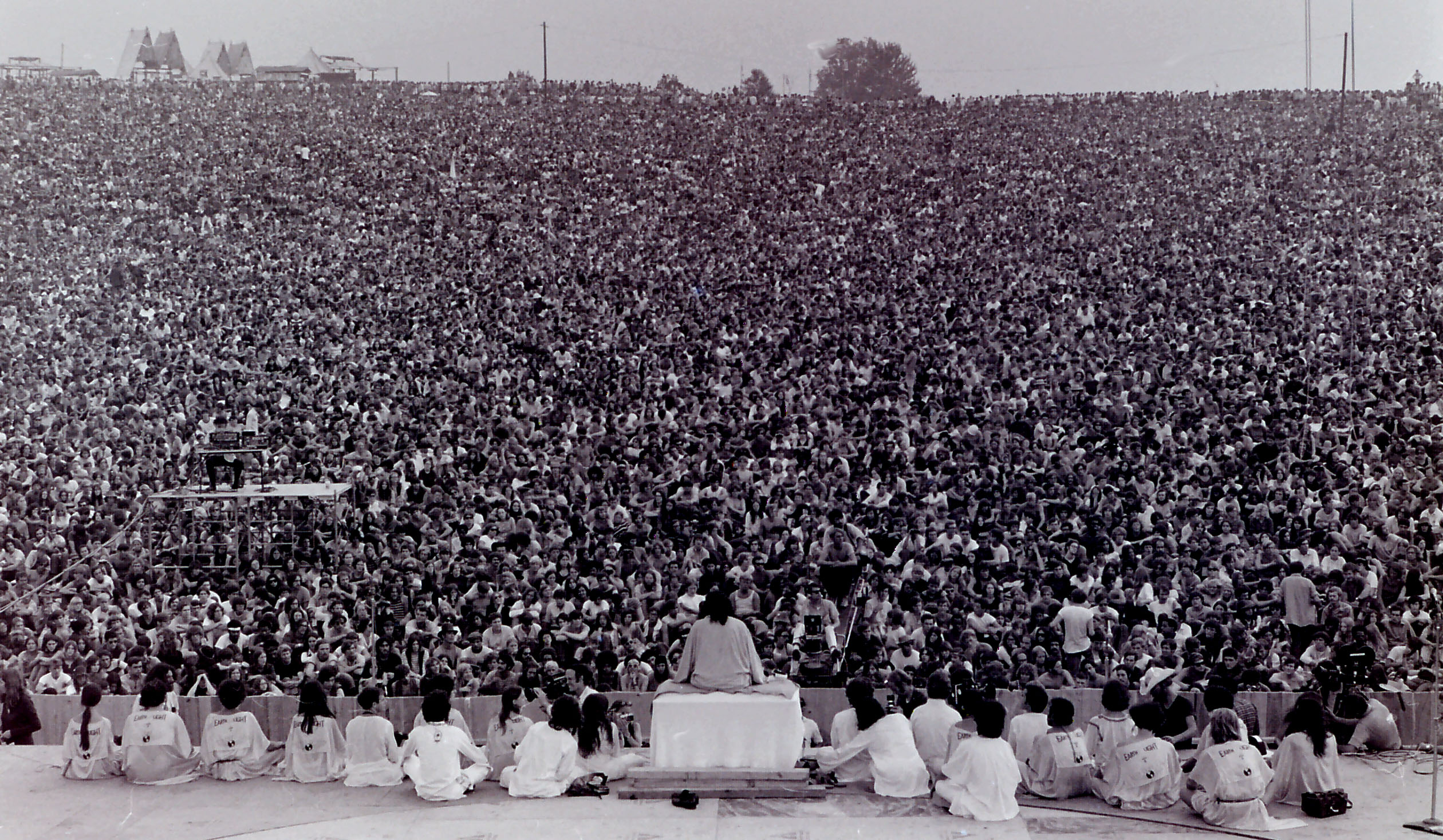
Multitudinaria ceremonia inaugural de Woodstock, mientras Swami Satchidananda pronuncia un discurso.

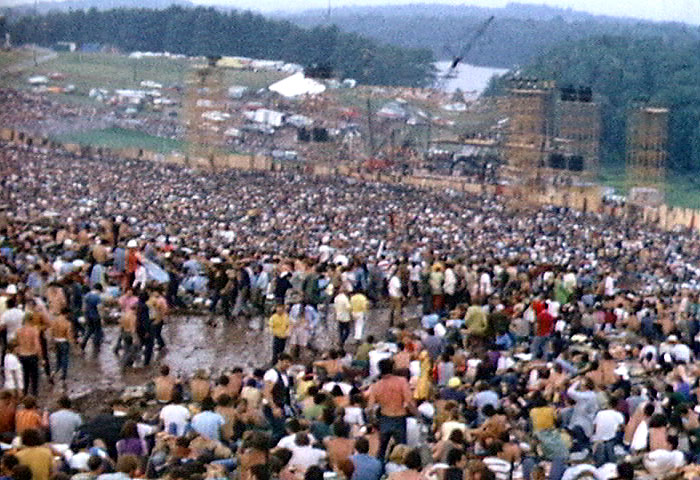
Concierto de Woodstock.

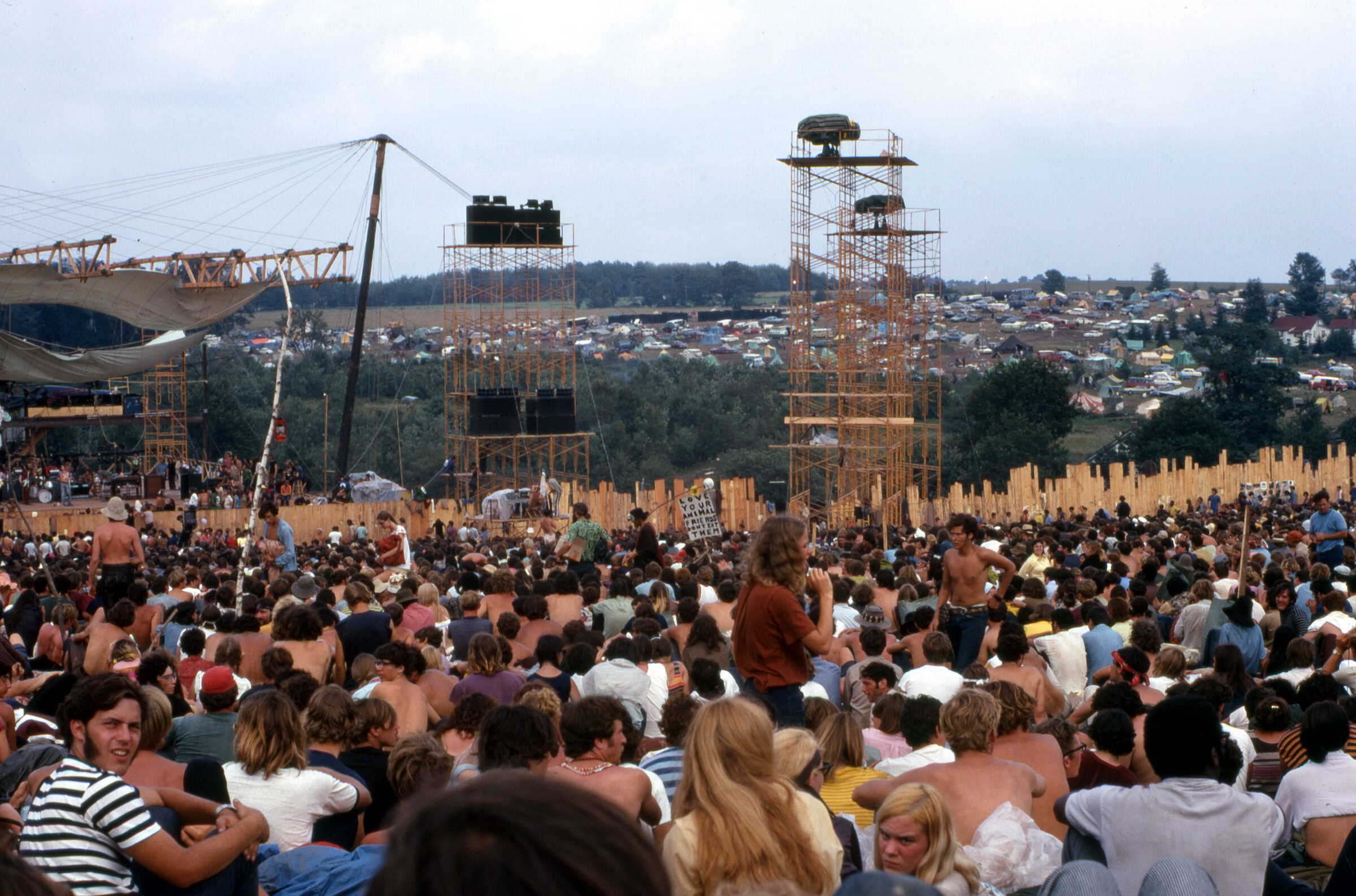
Joe Cocker y el sistema de iluminación y sonido.

Con 32 actuaciones, Woodstock congregó la fabulosa cifra de hasta 400 - 500 mil espectadores, aunque 500 000 dicen haber estado allí porque muchos se colaron. La organización esperaba 60 000, mientras que el número de personas que calculó la Policía de Nueva York era 6000, y se estima que 250 000 no pudieron llegar. La entrada costó 18 dólares para los tres lluviosos días que convirtieron el campo en un barrizal. 
Woodstock se convirtió en el icono de una generación hastiada de las guerras y que pregonaba la paz y el amor como forma de vida y mostraban su rechazo al sistema, por lo tanto, gran parte de la gente que concurrió era hippie (ellos no se designaban de esa manera, así los denominaban los demás). Este festival fue la cumbre de un movimiento que se desarrolló en los Estados Unidos a fines de la década de los 60, en la que quienes concurrían llevaban melena y amuletos, las chicas faldas de colores; sus símbolos eran la bandera del arco iris y el símbolo de la paz.
Los hippies estaban en contra de la guerra de Vietnam, por lo que Jimi Hendrix tocó el himno estadounidense solo con una guitarra eléctrica como signo de protesta a los comportamientos bélicos del gobierno. Sus ideales eran el pacifismo, el amor libre, la vida en comunas, el ecologismo y el amor por la música y las artes. Después de llamar la atención masiva durante el Verano del Amor de 1967 se llegó a creer que tras Woodstock acabaron desapareciendo, aunque más bien tendieron a evitar publicitarse, y aún existen en numerosos países, evolucionando algunas comunas hippies a ecoaldeas.
Durante el festival se vivieron intensas noches de sexo y drogas, destacando el consumo de LSD y marihuana; todo con un fondo de música rock. Aunque el concierto se organizó pensando en la posibilidad de que conllevara pérdidas, el éxito del documental sobre el evento hizo que resultara rentable. Sin embargo, debido al número de asistentes, las condiciones sanitarias dejaban que desear ya que se organizó el festival pensando que iban a acudir unas 250 000 personas, pero al final —según estimaciones— la asistencia fue mucho mayor, en contraste con las pretensiones de este que pretendía ser una celebración a favor de la paz y del amor.
Ocurrieron tres muertes en el festival de Woodstock:[cita requerida] una debida a una sobredosis de heroína, otra tras una ruptura de apéndice y una última por un accidente con una máquina vial que pisó a quien se había dormido debajo. También se dijo que ocurrieron nacimientos no confirmados en el festival.[cita requerida] El festival se llevó a cabo durante una pandemia de un virus respiratorio.
Se realizó el famoso documental Woodstock. 3 Days of Peace & Music sobre este concierto, dirigido por Michael Wadleigh, editado y montado entre otros por Martin Scorsese. Fue estrenado en 1970 y ganó el Premio Óscar al mejor documental. La película ha recibido el título de «culturalmente significativa» por la Biblioteca del Congreso de Estados Unidos y seleccionada para su conservación en el National Film Registry. 
En 2009, se estrenó la película Taking Woodstock, dirigida por Ang Lee, en la que se recrea la organización del concierto desde la figura de Elliot Tiber.

## Preparaciones

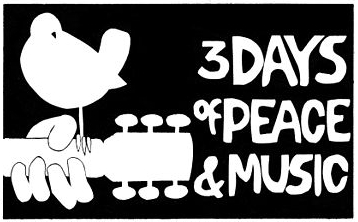
Cartel publicitario diseñado por Arnold Skolnick

El festival de Woodstock se inició gracias a los esfuerzos de Michael Lang, Artie Kornfeld, Joel Rosenman y John P. Roberts . 
A principios de 1969, Roberts y Rosenman eran empresarios de la ciudad de Nueva York, en el proceso de construir Media Sound, un gran complejo de estudios de grabación de audio en Manhattan. El abogado de Lang y Kornfeld, Miles Lourie, que había trabajado legalmente en el proyecto Media Sound, sugirió que se pusieran en contacto con Roberts y Rosenman para financiar un estudio similar, pero mucho más pequeño, que Kornfeld y Lang esperaban construir en Woodstock, Nueva York . No convencidos por esta propuesta de Studio-in-the-Woods, Roberts y Rosenman contrapropusieron un concierto con el tipo de artistas conocidos por frecuentar el área de Woodstock (como Bob Dylan y The Band). Kornfeld y Lang aceptaron el nuevo plan, y Woodstock Ventures se formó en enero de 1969. Las oficinas de la empresa estaban ubicadas en un piso extrañamente decorado de 47 West 57th Street en Manhattan. Burt Cohen y su grupo de diseño, Curtain Call Productions, supervisaron la transformación psicodélica de la oficina.
Desde el principio, hubo diferencias de enfoque entre los cuatro: Roberts era disciplinado y sabía lo que se necesitaba para que la empresa tuviera éxito, mientras que Lang veía a Woodstock como una forma nueva y "relajada" de unir a los empresarios. Cuando Lang no pudo encontrar un sitio para el concierto, Roberts y Rosenman, cada vez más preocupados, tomaron la carretera y finalmente se les ocurrió un lugar. Diferencias similares sobre la disciplina financiera hicieron que Roberts y Rosenman se preguntaran si desconectar o continuar inyectando dinero en el proyecto. 
En abril de 1969, Creedence Clearwater Revival se convirtió en el primer grupo en firmar un contrato para el evento, aceptando tocar por $ 10,000 (equivalente a $ 70,000 en 2019).  Los promotores habían tenido dificultades para conseguir grupos de renombre antes de que Creedence se comprometiera a tocar. El baterista de Creedence, Doug Clifford, comentó más tarde: 
"Una vez que Creedence firmó, todos los demás se pusieron en fila y empezaron los demás grandes actos".
Dada su hora de inicio a las 3 am y la omisión de la película de Woodstock (ante la insistencia del líder de Creedence, John Fogerty), los miembros de Creedence han expresado su amargura por sus experiencias con respecto al festival. 
Woodstock fue concebido como una empresa con fines de lucro. Se convirtió en un "concierto gratuito" cuando las circunstancias impidieron a los organizadores instalar vallas y taquillas antes del día de la inauguración. Los boletos para el evento de tres días cuestan $ 18 por adelantado y $ 24 en la puerta (equivalente a alrededor de $ 130 y $ 170 hoy). La venta de boletos se limitó a las tiendas de discos en el área metropolitana de la ciudad de Nueva York, o por correo a través de un apartado postal en la Oficina de Correos de Radio City Station ubicada en Midtown Manhattan . Se vendieron alrededor de 186.000 entradas anticipadas.  Los organizadores habían anticipado originalmente que aparecerían aproximadamente 50.000 asistentes al festival.

## Festival
La afluencia de asistentes al lugar del concierto rural en Betel creó un atasco de tráfico masivo. La ciudad de Betel no hizo cumplir sus códigos, temiendo el caos mientras la multitud fluía hacia el lugar.  Con el tiempo, las descripciones de los atascos en la radio y la televisión desanimaron a la gente a partir hacia el festival.  Arlo Guthrie hizo un anuncio que se incluyó en la película diciendo que la Autopista del estado de Nueva York estaba cerrada,  aunque el director del museo de Woodstock dijo que este cierre nunca ocurrió. Para aumentar los problemas y la dificultad de lidiar con las grandes multitudes, las lluvias recientes habían causado caminos y campos embarrados. Las instalaciones no estaban equipadas para proporcionar saneamiento o primeros auxilios para el número de personas que asistieron; cientos de miles se encontraron en una lucha contra el mal tiempo, la escasez de alimentos y el saneamiento deficiente. 
En la mañana del domingo 17 de agosto, el gobernador de Nueva York, Nelson Rockefeller, llamó al organizador del festival, John P. Roberts, y le dijo que estaba pensando en enviar al festival a 10.000 soldados de la Guardia Nacional, pero Roberts lo convenció de que no lo hiciera. El condado de Sullivan declaró el estado de emergencia.  Durante el festival, el personal de la cercana Base de la Fuerza Aérea Stewart ayudó a garantizar el orden y a los artistas que entraban y salían del lugar del concierto. 

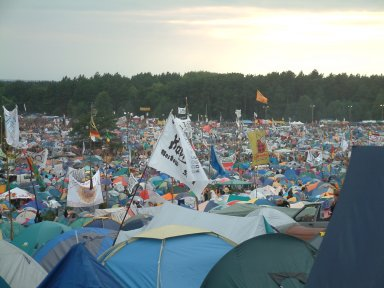
Imagen tomada del festival de Woodstock, agosto de 1969

Jimi Hendrix fue el último en actuar en el festival y subió al escenario a las 8:30 de la mañana del lunes debido a retrasos provocados por la lluvia. La audiencia había alcanzado su punto máximo en aproximadamente 450,000 durante el festival, pero se redujo a alrededor de 30,000 en ese momento; muchos de ellos simplemente esperaron para verlo y luego se fueron durante su actuación. 
Hendrix y su nueva banda Gypsy Sun and Rainbows fueron presentados como The Experience , pero él corrigió esto y agregó: "Podrías llamarnos Band of Gypsies".  Interpretaron un set de dos horas, incluida su interpretación psicodélica del himno nacional. La canción se convirtió en "parte del Zeitgeist de los sesenta ", ya que fue capturada en la película de Woodstock. 
El festival fue notablemente pacífico dada la cantidad de personas y las condiciones involucradas, aunque hubo dos muertes registradas, una por el uso de insulina y otra causada cuando un tractor atropelló a alguien que dormía en un campo de heno cercano. También se registraron dos nacimientos en el evento, uno en un automóvil atrapado en el tráfico y otro en un hospital después de un puente aéreo en helicóptero; hubo cuatro abortos espontáneos. 
Max Yasgur fue el propietario del sitio del evento y habló de cómo casi medio millón de personas pasaron los tres días con la música y la paz en sus mentes. Dijo: "Si nos unimos a ellos, podemos convertir esas adversidades que son los problemas de Estados Unidos hoy en una esperanza de un futuro más brillante y pacífico". 

## Reminiscencias
Se celebrarían otros festivales Woodstock 79, '89, '94, '99 más un recordatorio en 2009 en que Richie Havens se acercó al campo a rendir homenaje con su clásico Freedom en el 40.º aniversario y un minirrecital en Bethel, el 18 de agosto de 2013, en memoria del Havens, fallecido cuatro años antes.

## Invitaciones rechazadas
Bob Dylan, a pesar de ser el más esperado no tocó en 1969. En su lugar, firmó a mediados de julio para tocar en Festival de la isla de Wight, el 31 de agosto. Dylan vivía en el pueblo de Woodstock y estaba enfadado por el acoso de gran número de hippies durante el retiro de varios años tras su accidente de moto. Para el 25.º aniversario actuó en Woodstock 94, presentado con la famosa frase: 
«Hemos esperado 25 años para oír esto. Señoras y señores, ¡el Sr. Bob Dylan!» (We waited 25 years to hear this. Ladies and gentlemen, Mr. Bob Dylan!).

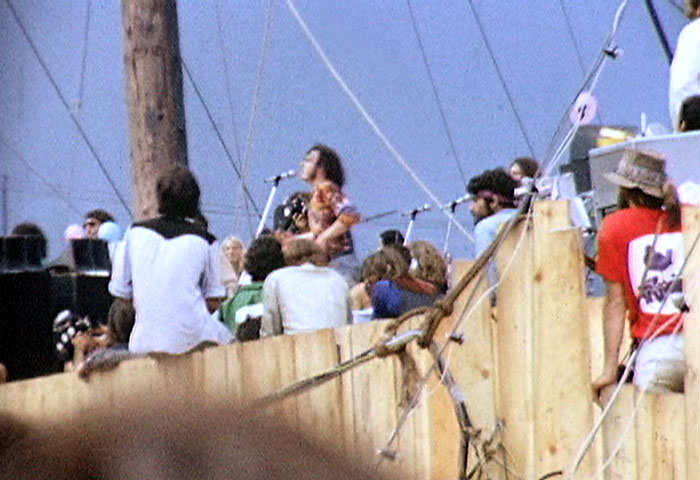
Joe Cocker actuando en Woodstock.

The Beatles rechazaron tocar en Woodstock, por dos motivos. El primero es: los organizadores se pusieron en contacto con John Lennon para discutir sobre un posible directo de The Beatles en Woodstock, pero este dijo que no tocarían a menos que también tocasen los Plastic Ono Band, que fueron rechazados. Otro posible motivo es que su entrada a Estados Unidos desde Canadá fue bloqueada por el presidente Richard Nixon debido al previo arresto de Lennon por posesión de cannabis y sus protestas contra la guerra de Vietnam. En cualquier caso, The Beatles estaban a punto de disolverse; hacía tres años que no hacían un concierto en directo (desde agosto del 1966), sin contar el famoso concierto en la azotea de los Estudios Apple, hecho igual en 1969.
The Doors estaban considerados en la lista de invitados, en un momento aceptaron al instante en que se les invitó haciéndoles saber que era un festival de rock en Nueva York. Ray Manzarek, el tecladista, aceptó, ya que Nueva York era uno de los mejores mercados de The Doors, pensando que el festival iba a ser en Central Park, pero la banda luego rechazó la invitación cuando se les hizo saber que iba a ser en una granja cerca de Woodstock, ya que pensaban que solo sería un «Monterey Pop Festival» de «segunda clase». Aparte de esto, Jim Morrison estaba con el proceso judicial, por el incidente del concierto en Miami, el 1 de marzo de 1969, motivo que también le imposibilitaba tocar.
Led Zeppelin fueron invitados. Según su mánager Peter Grant: 
«Se nos pidió participar en Woodstock, y Atlantic tenía mucho interés, también nuestro promotor en Estados Unidos, Frank Barsalona. Les dije que no, porque en Woodstock tendríamos que ser otra banda en la lista».
En cambio, el grupo continuó con su gira de verano, tocando ese fin de semana al sur de la fiesta en el Asbury Park Convention Hall en Nueva Jersey. Solo se tomaron un descanso para asistir a un show de Elvis Presley en el Hotel Internacional de Las Vegas, el 12 de agosto.
The Byrds fueron invitados, pero optaron por no participar, pensando que Woodstock no sería diferente a cualquiera de los otros festivales de música durante ese verano, además de que el 9 de marzo del mismo ano hicieron un concierto en la Ciudad de México, que termino mal debido al mal equipo de sonido y organizacion . También había preocupación sobre el dinero. Como el bajista John York recuerda: 
«Estábamos volando a un concierto, y Roger se acercó a nosotros y dijo que un alguien estaba montando un festival en Nueva York. Pero en ese momento no estaban pagando a todas las bandas. Nos preguntó si queríamos hacerlo, y dijimos ‘no’. No teníamos idea de lo que iba a ser. Estábamos quemados y cansados de la escena de los festivales. [...] Así que todos dijimos ‘No, queremos un descanso’, y nos perdimos el mejor festival de todos».
Tommy James and the Shondells declinaron la invitación. El cantante Tommy James declaró más tarde: 
«Podríamos haber ido, sólo nos dio una patada. Estábamos en Hawái y llamó mi secretaria y dijo: ‘Sí, escucha, hay un criador de cerdos en el norte de Nueva York que quiere que toques en su campo’. Así es como se me planteó. Así que pasamos, y nos dimos cuenta de lo que había perdido un par de días más tarde».
Los Moody Blues no fueron incluidos en el cartel original, pero decidieron no tocar al ser contratados en París ese fin de semana.
Spirit también declinó una invitación para tocar, porque no quiso desatender compromisos previos.
Joni Mitchell fue programada, pero canceló a instancias de su representante para evitar perder una comparecencia prevista en el concierto de Dick Cavett.
King Crimson tampoco aceptó la invitación que le hizo Jimi Hendrix porque el grupo era nuevo y tenían compromisos en el Reino Unido que hicieron difícil su llegada al festival de Woodstock.[cita requerida]

## Woodstock en la literatura

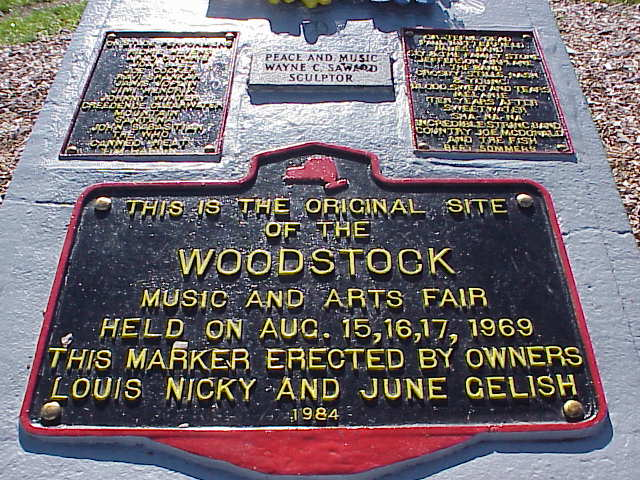
Placa conmemorativa, fotografía de Heinrich y Friedl Winter.

La escritora salvadoreña Carmen González Huguet adaptó uno de sus cuentos titulado Jimmy Hendrix toca mientras cae la lluvia como un monólogo teatral. La trama comienza con una pareja que mira el documental sobre Woodstock en uno de los cines de San Salvador en la década de los 70. En la historia están la psicodelia, la rebeldía juvenil, la contracultura contestataria y el sentimiento de alienación que experimentaban los jóvenes en la época.
Hay una mención en el manga de 20th Century Boys, del mangaka Naoki Urasawa, cuyo apocalíptico final es una recreación de más de medio millón de personas juntándose en un concierto mundial, recordando la importancia de Woodstock.

## Artistas participantes
Los grupos y artistas, con sus actuaciones, y el orden que ocuparon en el festival son:

### Viernes 15 de agosto
La jornada comenzó a las 17:07 con Richie Havens y artistas folk.
- Richie Havens - 17:07 - 19:00
  1. "Minstrel From Gault"
  2. "From The Prison>Get Together>From The Prison"
  3. "I'm A Stranger Here"
  4. "High Flyin' Bird"
  5. "I Can't Make It Any More"
  6. "With a Little Help from My Friends"
  7. "Just like a Woman"
  8. "Handsome Johnny"
  9. "Strawberry Fields Forever / Hey Jude"
  10. "Freedom/Motherless Child"
- Swami Satchidananda - dio la invocación para el festival - 19:10 - 19:20
- Sweetwater - 19:30 - 20:10
  1. "What's Wrong"
  2. "Motherless Child"
  3. "Look Out"
  4. "For Pete's Sake"
  5. "Day Song"
  6. "Crystal Spider"
  7. "Two Worlds"
  8. "Why Oh Why"
  9. "Let The Sunshine In"
  10. "Oh Happy Day"
- Bert Sommer - 20:20 - 21:15
  1. "Jennifer"
  2. "The Road To Travel"
  3. "I Wondered Where You'd Be"
  4. "She's Gone"
  5. "Things Are Going my Way"
  6. "And When It's Over"
  7. "Jeanette"
  8. "America"
  9. "A Note That Read"
  10. "Smile"
- Tim Hardin - 21:20 - 21:45
  1. "Hang Onto A Dream"
  2. "Susan"
  3. "If I Were a Carpenter"
  4. "Reason To Believe"
  5. "You Upset The Grace Of Living When You Lie"
  6. "Speak Like A Child"
  7. "Snow White Lady"
  8. "Blue On My Ceiling"
  9. "Simple Song Of Freedom"
  10. "Misty Roses"
- Ravi Shankar, con un set de 3 canciones, interpretadas mientras llovía - 22:00 - 22:35
  1. "Raga Puriya-Dhanashri/Gat In Sawarital"
  2. "Tabla Solo In Jhaptal"
  3. "Raga Manj Kmahaj (AIap,  Jor, Dhun In Kaharwa Tal)"
- Melanie Safka - 22:50 - 23:20
  1. "Johnny Boy"
  2. "Close To It All"
  3. "Momma Momma"
  4. "Beautiful People"
  5. "Animal Crackers"
  6. "Mr. Tambourine Man"
  7. "Tuning My Guitar"
  8. "Birthday Of The Sun"
- Arlo Guthrie --el orden de la lista de temas se desconoce; - 23:55 - 0:25
  1. "Coming Into Los Angeles"
  2. "Wheel Of Fortune"
  3. "Walking Down the Line"
  4. "Story about Moses and the Brownies"
  5. "Oh Mary, Don't You Weep"
  6. "Every Hand In The Land"
  7. "Amazing Grace"
- Joan Báez (embarazada de 6 meses en ese momento) - 0:55 - 2:00[11]
  1. Story about how the Federal Marshals came to take David Harris into custody "Joe Hill"
  2. "Sweet Sir Galahad"
  3. "Hickory Wind"
  4. "Drugstore Truck Driving Man" duet with Jeffrey Shurtleff
  5. "Sweet Sunny South"
  6. "One Day At A Time"
  7. "Why Was I Tempted To Roam"
  8. "Let Me Wrap You In My Warm and Tender Love"
  9. "Swing Low, Sweet Chariot"
  10. "We Shall Overcome"

### Sábado 16 de agosto
El recital comenzó a las 13:20, contó con la participación de algunos de los más importantes guitarristas de rock Psicodélico y el Rock que pasaron por el festival.
- Quill, set de 4 temas de 40 minutos de duración - 13:20 - 14:00
  1. "They Live the Life"
  2. "BBY"
  3. "Waitin' For You"
  4. "That's How I Eat / Jam"
- Country Joe McDonald- 14:20 - 14:45
  1. "Janis"
  2. "Rockin All Around The World"
  3. "Flyin' High All Over the World"
  4. "Seen A Rocket Flyin'"
  5. "The "Fish" Cheer/I-Feel-Like-I'm-Fixin'-To-Die Rag"
- John Sebastian- 15:10 - 15:35
  1. "How Have You Been"
  2. "Rainbows Over Your Blues"
  3. "I Had a Dream"
  4. "Darlin' Be Home Soon"
  5. "Younger Generation"
- Keef Hartley Band - 16:00 - 17:00
  1. "Spanish Fly"
  2. "Believe In You"
  3. "Rock Me Baby"
  4. "Medley"
  5. "Leavin' Trunk"
  6. "Sinnin' For You "
- Santana- 17:15 - 18:00
  1. "Waiting"
  2. "Evil Ways"
  3. "You Just Don't Care"
  4. "Savor"
  5. "Jingo"
  6. "Persuasion"
  7. "Soul Sacrifice"
  8. "Fried Neckbones"
- Incredible String Band- 18:30 - 19:15
  1. "Sleepers Awaken"
  2. "Invocation"
  3. "The Letter"
  4. "This Moment"
  5. "When You Find Out Who You Are"
- Canned Heat (banda) - 20:00 - 21:00
  1. "A Change Is Gonna Come/Leaving This Town"
  2. "Going Up the Country"
  3. "Let's Work Together"
  4. "Woodstock Boogie"
  5. "On the Road Again" (Canned Heat song)
- Mountain, su set de 1 hora de duración incluyó el tema de Jack Bruce "Theme for an Imaginary Western." - 21:30 - 22:30
  1. "Blood of the Sun"
  2. "Call It Stormy Monday (But Tuesday Is Just as Bad)/Stormy Monday"
  3. "Long Red"
  4. "Beside The Sea"
  5. "For Yasgur's Farm" (era una canción sin nombre hasta ese momento)
  6. "You and Me"
  7. "Theme for an Imaginary Western"
  8. "Waiting To Take You Away"
  9. "Dreams of Milk and Honey"
  10. "Blind Man"
  11. "Blue Suede Shoes"
  12. "Southbound Train"
- Grateful Dead, su set fue cortado justo después de que los amplificadores del escenario se sobrecargaran durante "Turn On Your Love Light" - 12:00 - 1:00
  1. "St. Stephen"
  2. "Mama Tried"
  3. "Dark Star"
  4. "High Time"
  5. "Turn on Your Love Light"
- Creedence Clearwater Revival- 1:30 -2:15
  1. "Born on the Bayou"
  2. "Green River"
  3. "Ninety-Nine and a Half (Won't Do)"
  4. "Commotion"
  5. "Bootleg"
  6. "Bad Moon Rising"
  7. "Proud Mary"
  8. "I Put a Spell on You"
  9. "Night Time is the Right Time"
  10. "Keep On Chooglin'"
  11. "Suzie Q"
- Janis Joplin with The Kozmic Blues Band - 2:30 - 3:15[12]
  1. "Raise Your Hand"
  2. "As Good As You've Been To This World"
  3. "To Love Somebody"
  4. "Summertime"
  5. "Try (Just A Little Bit Harder)"
  6. "Kozmic Blues"
  7. "Can't Turn You Loose"
  8. "Work Me Lord"
  9. "Piece of My Heart"
  10. "Ball 'n' Chain"
- Sly & the Family Stone - 3:30 - 4:30
  1. "M'Lady"
  2. "Sing a Simple Song"
  3. "You Can Make It If You Try"
  4. "Everyday People"
  5. "Medley: Dance To The Music/Music Lover/I Want To Take You Higher"
  6. "I Want to Take You Higher"
  7. "Love City"
  8. "Stand!"
- The Who- 5:00 - 6:30 dando inicio a un set de 25 canciones que incluye Tommy'"
  1. "Heaven and Hell"
  2. "I Can't Explain"
  3. "It's a Boy"
  4. "1921"
  5. "Amazing Journey"
  6. "Sparks"
  7. "Eyesight to the Blind"
  8. "Christmas"
  9. "Tommy Can You Hear Me?"
  10. "Acid Queen"
  11. "Pinball Wizard" el incidente de Abbie Hoffman
  12. "Do You Think It's Alright?"
  13. "Fiddle About"
  14. "There's a Doctor"
  15. "Go to the Mirror"
  16. "Smash the Mirror"
  17. "I'm Free"
  18. "Tommy's Holiday Camp"
  19. "We're Not Gonna Take It"/"See Me, Feel Me"
  20. "Summertime Blues"
  21. "Shakin' All Over"
  22. "My Generation"
  23. "Naked Eye"
- Jefferson Airplane- 7:00 - 8:30
  1. "Other Side of This Life"
  2. "Somebody To Love"
  3. "Three-Fifths of a Mile In 10 Seconds"
  4. "Won't You Try/Saturday Afternoon"
  5. "Eskimo Blue Day"
  6. "Plastic Fantastic Lover"
  7. "Wooden Ships"
  8. "Uncle Sam's Blues"
  9. "Volunteers"
  10. "Ballad of You & Me & Pooneil"
  11. "Come Back Baby"
  12. "White Rabbit"
  13. "House At Pooneil Corners"

### Domingo 17 hasta el lunes 18 de agosto
Joe Cocker fue el primero en actuar en el último día oficial del festival (Domingo). Abrió el concierto a las 14:00. Fue precedido por al menos dos instrumentales de The Grease Band.
- Joe Cocker - 15:30 - 16:10
  1. "Dear Landlord"
  2. "Something Comin' On"
  3. "Do I Still Figure In Your Life"
  4. "Feelin' Alright"
  5. "Just Like A Woman"
  6. "Let's Go Get Stoned"
  7. "I Don't Need A Doctor"
  8. "I Shall Be Released"
  9. "Hitchcock Railway"
  10. "Something To Say"
  11. "With a Little Help from My Friends"
- Después de que Joe Cocker tocara, una tormenta interrumpió el evento durante varias horas.
- Country Joe and the Fish 20:00 - 20:30
  1. "Rock and Soul Music"
  2. "Love"
  3. "Love Machine"
  4. "The "Fish" Cheer/I-Feel-Like-I'm-Fixin'-To-Die Rag"
- Ten Years After- 21:00 - 22:00
  1. "Good Morning Little Schoolgirl"
  2. "I Can't Keep From Crying Sometimes"
  3. "I May Be Wrong, But I Won't Be Wrong Always"
  4. "Hear Me Calling"
  5. "I'm Going Home"
- The Band - 22:30 - 23:30 - Lista de temas confirmada en el libro de Levon Helm "This Wheel's On Fire"
  1. "Chest Fever"
  2. "Tears of Rage"
  3. "We Can Talk"
  4. "Don't You Tell Henry"
  5. "Don't Do It"
  6. "Ain't No More Cane"
  7. "Long Black Veil"
  8. "This Wheel's On Fire"
  9. "I Shall Be Released"
  10. "The Weight"
  11. "Loving You Is Sweeter Than Ever"
- Johnny Winter - 12:00 - 1:00 acompañado por su hermano, Edgar Winter, en dos canciones.
  1. "Mama, Talk to Your Daughter"
  2. "To Tell the Truth"
  3. "Johnny B. Goode"
  4. "Six Feet In the Ground"
  5. "Leland Mississippi Blues/Rock Me Baby"
  6. "Mean Mistreater"
  7. "I Can't Stand It" (con Edgar Winter)
  8. "Tobacco Road" (con Edgar Winter)
  9. "Mean Town Blues"
- Blood, Sweat & Tears - 1:30 - 2:30 condujo el espectáculo pasada la media noche con 5 canciones
  1. "More and More"
  2. "I Love You More Than You'll Ever Know"
  3. "Spinning Wheel"
  4. "I Stand Accused"
  5. "Something Comin' On"

- Crosby, Stills, Nash & Young - 3:00 - 4:30 con sets separados de guitarras acústicas y eléctricas. Chip Monck anunció el grupo como "Crosby, Stills, Nash & Young"
  - Acoustic Set

  1. "Suite: Judy Blue Eyes"
  2. "Blackbird"
  3. "Helplessly Hoping"
  4. "Guinnevere"
  5. "Marrakesh Express"
  6. "4 + 20"
  7. "Mr. Soul"
  8. "Wonderin'"
  9. "You Don't Have To Cry"

  - Electric Set

  1. "Pre-Road Downs"
  2. "Long Time Gone"
  3. "Bluebird Revisited"
  4. "Sea of Madness"
  5. "Wooden Ships"
  6. "Find the Cost of Freedom"
  7. "49 Bye-Byes"

  - Neil Young dejó pasar casi la totalidad del set acústico a excepción de sus composiciones "Mr. Soul" y "Wondering'". Se unió luego a Crosby, Stills & Nash, pero se rehusó a ser filmado durante el set eléctrico. Young, según admitió, sintió que el ser filmado era distractivo tanto para los músicos como para la audiencia. La canción "Sea of Madness" de Young escuchada en el álbum fue obtenida del concierto de Fillmore East, un mes después del festival de Woodstock. La grabación original fue restaurada después en el Box de 6 CD "Woodstock: 40 Years On [Back To Yasgur's Farm]"
- Paul Butterfield Blues Band - 5:00 - 6:00
  1. "Everything's Gonna Be Alright"
  2. "Driftin'"
  3. "Born Under a Bad Sign"
  4. "Morning Sunrise"
  5. "Love March"
- Sha-Na-Na - 6:30 - 7:30
  1. "Na Na Theme"
  2. "Yakety Yak"
  3. "Teen Angel"
  4. "Jailhouse Rock"
  5. "Wipe Out"
  6. "A Teenager in Love"
  7. "Book of Love"
  8. "Duke of Earl"
  9. "At the Hop"
  10. "Na Na Theme"

- Jimi Hendrix - 8:30 - 10:00 Después de ser presentado como "Jimi Hendrix Experience", Hendrix corrigió el nuevo nombre del grupo a "Gypsy Sun and Rainbows."
  1. "Message to Love"
  2. "Hear My Train A Comin'" (titled "Get My Heart Back Together" on Woodstock 2 album)
  3. "Spanish Castle Magic"
  4. "Red House" (a Hendrix se le corta la cuerda aguda E (Mi en notación latina) durante la actuación, pero siguió tocando el resto de la canción con 5 cuerdas).
  5. "Mastermind" (escrita y cantada por Larry Lee)
  6. "Lover Man"
  7. "Foxy Lady"
  8. "Jam Back at the House"
  9. "Izabella"
  10. "Gypsy Woman"/"Aware of Love" (Estas dos canciones fueron escritas por Curtis Mayfield y cantadas por Larry Lee as a medley)
  11. "Fire"
  12. "Voodoo Child (Slight Return)"/"Stepping Stone"
  13. "The Star-Spangled Banner"
  14. "Purple Haze"
  15. "Woodstock Improvisation"/"Villanova Junction"
  16. "Hey Joe"

## Galería de imágenes

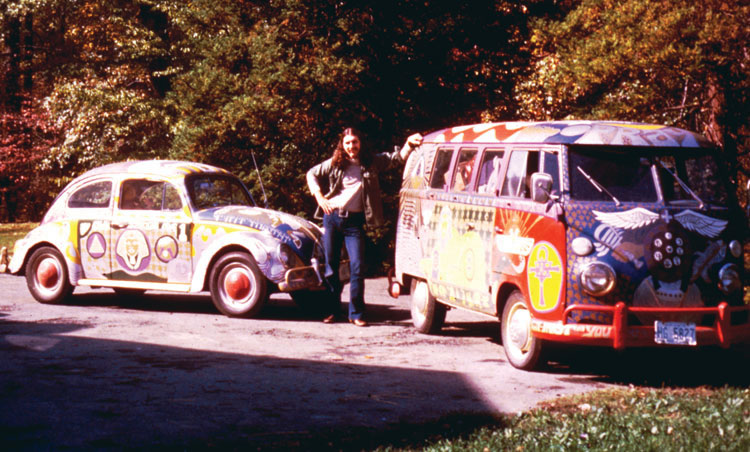
Coches Volkswagen en camino al festival.
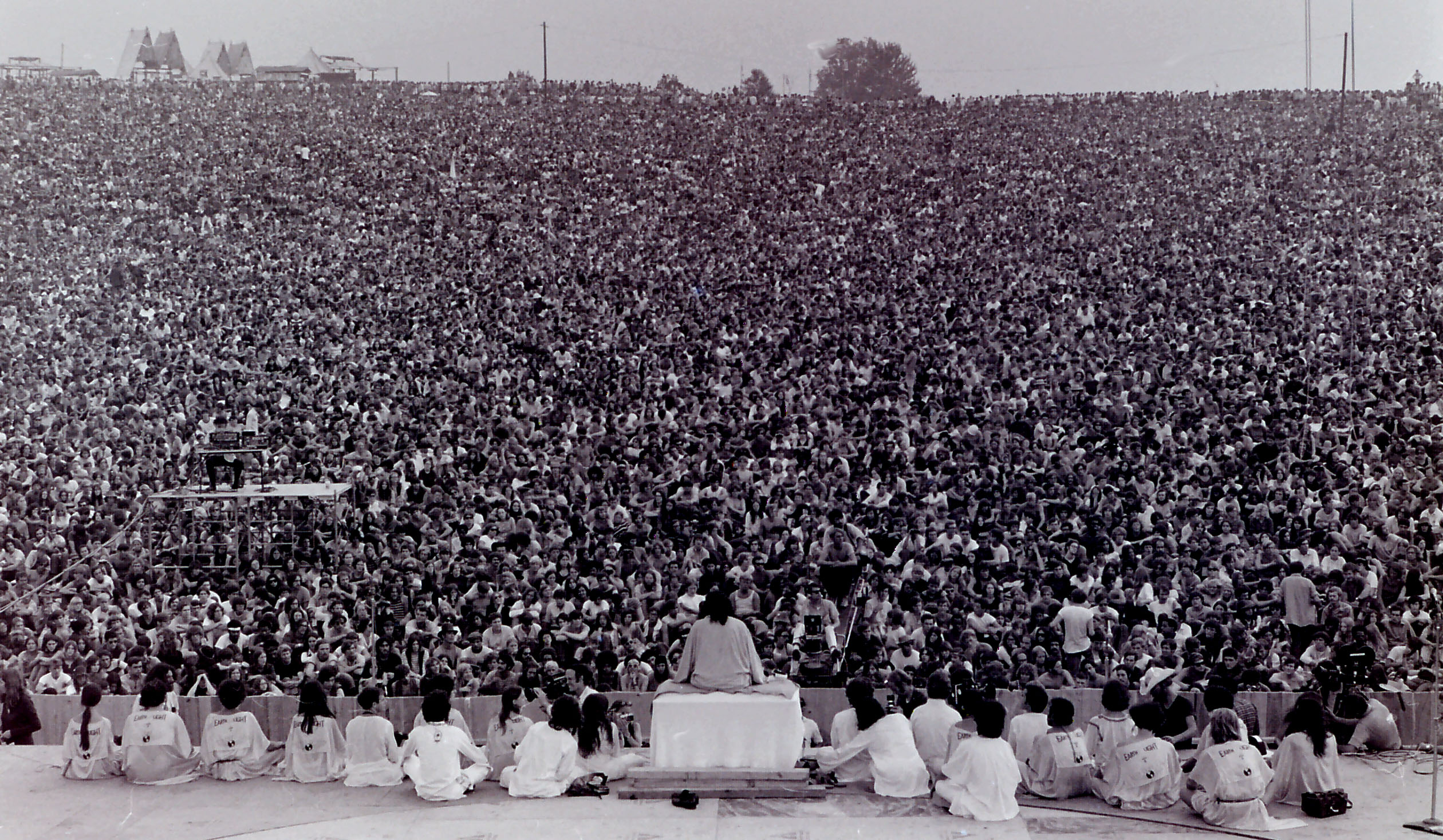
Cerenonia de apertura del Festival.
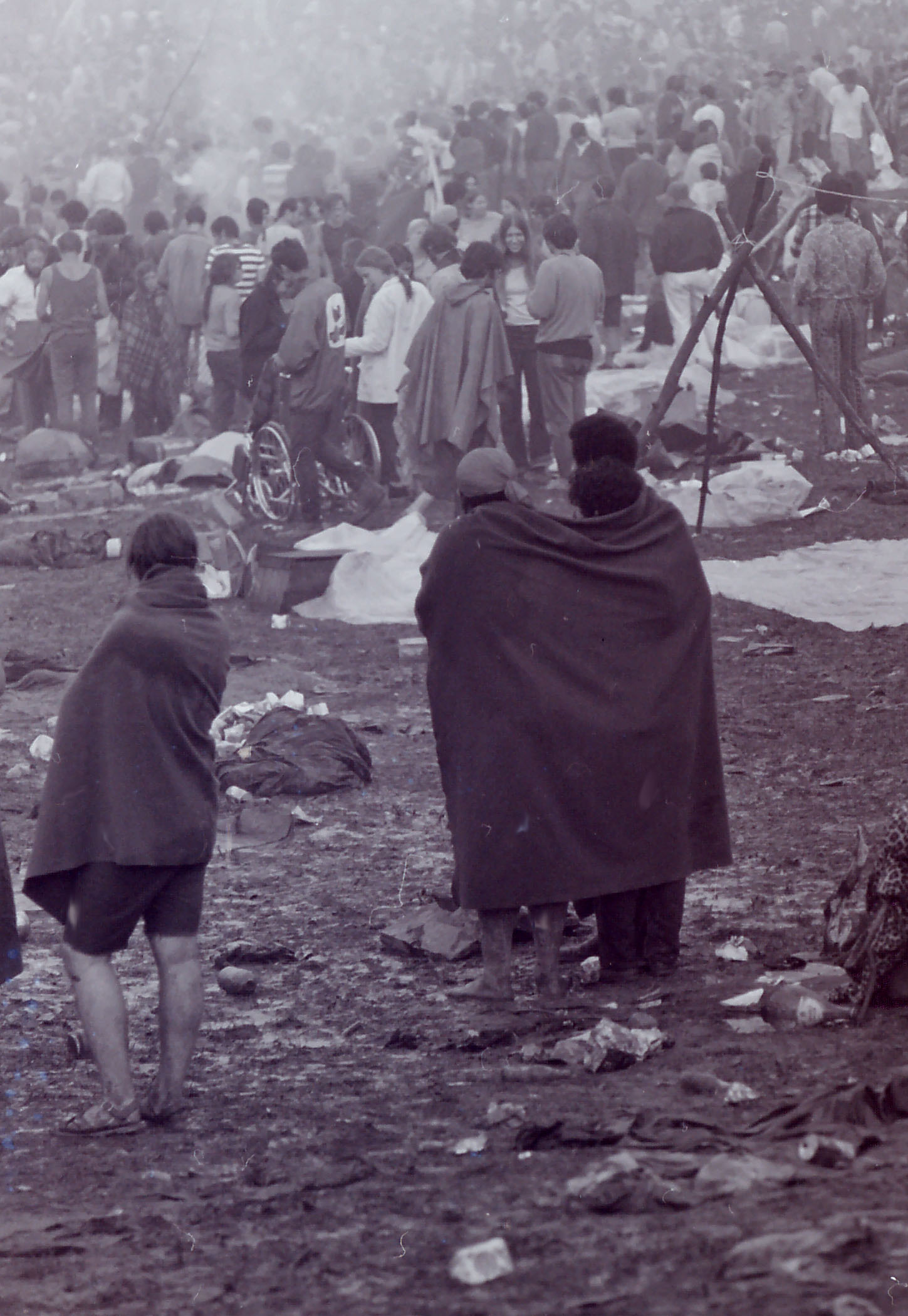
El Festival se llevó a cabo en plena lluvia (15 de agosto 1969)
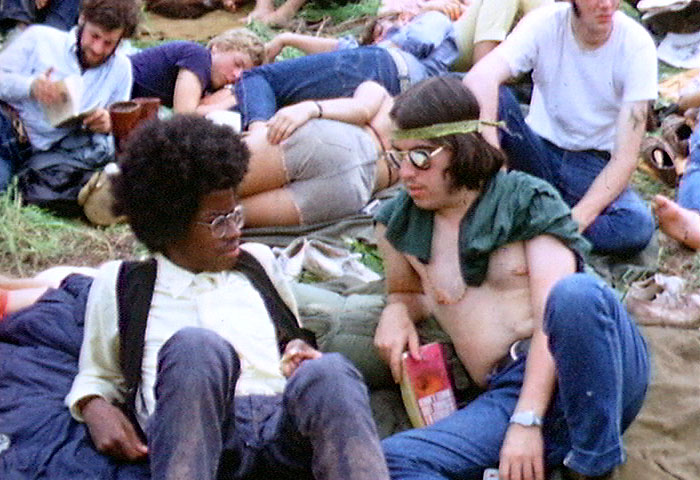
Espectadores
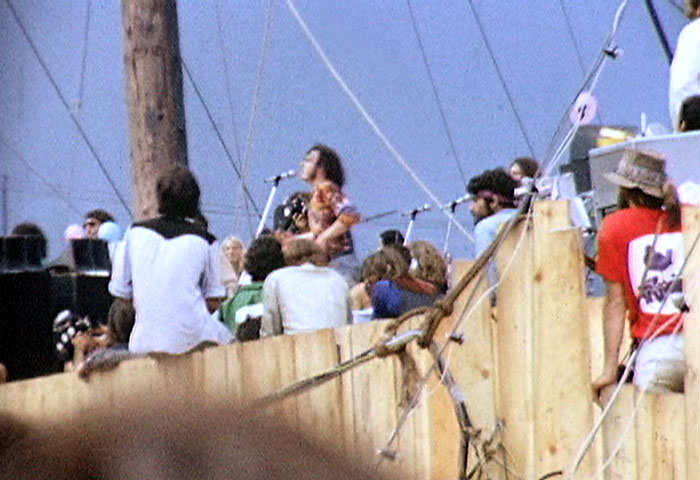
Joe Cocker y The Grease Band en concierto
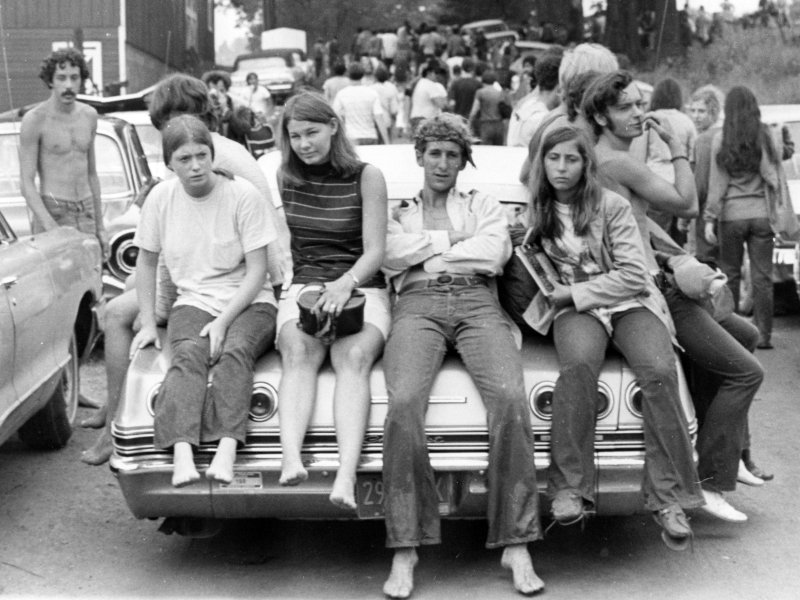
Espectadores en Woodstock
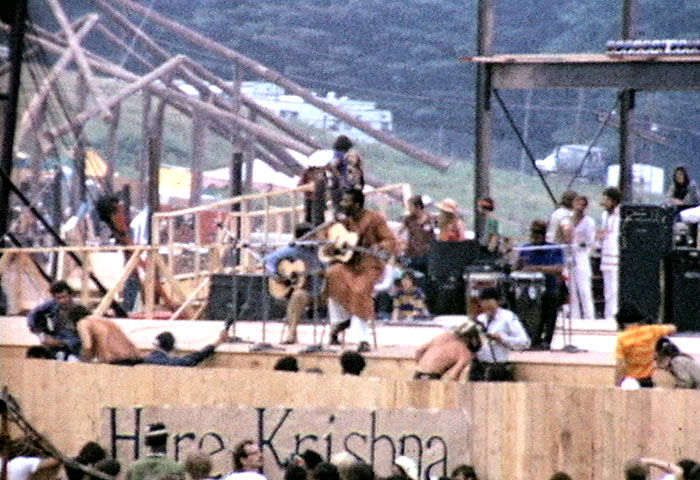
Richie Havens en el concierto de Woodstock
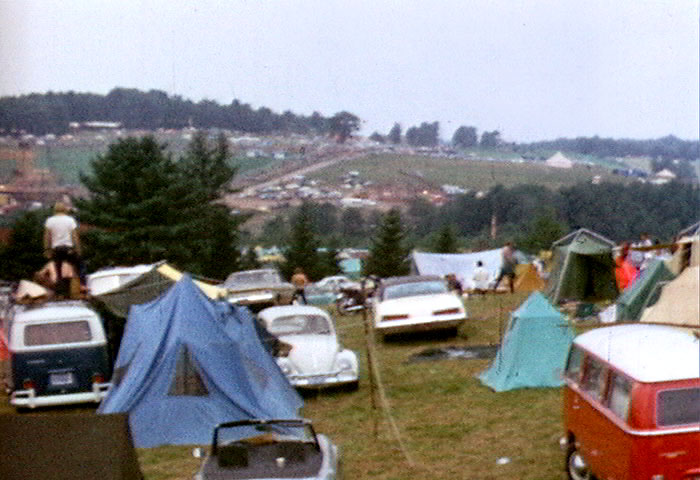
Tiendas, carpas y coches de los espectadores.